# 櫻井健治
櫻井 健治（さくらい けんじ）は、日本の医師。日本透析医学会認定医・指導医。

## 経歴
- 1969年　東京慈恵会医科大学卒業
- 1980年　橋本クリニック開業